# Station Tønsberg
Station Tønsberg is een station in  Tønsberg in de provincie Vestfold og Telemark in  Noorwegen. Het station ligt aan Vestfoldbanen. Het huidige stationgebouw dateert uit 1915 en is in 1995 gerenoveerd. Eerder had de stad al een station uit 1881, maar na verlegging van de spoorlijn verloor dat zijn functie.